# Ecuación de Schrödinger-Pauli
La ecuación de Pauli, o ecuación de Schrödinger-Pauli, es una generalización o reformulación de la ecuación de Schrödinger para partículas de espín 1/2 que tiene en cuenta la interacción entre el espín y el campo electromagnético. Esta ecuación es el límite no relativista de la ecuación de Dirac y puede usarse para describir electrones para los cuales los efectos relativistas de la velocidad pueden despreciarse.
La ecuación de Pauli fue propuesta originalmente por Wolfgang Pauli en 1927.

## Forma de la ecuación
La ecuación de Pauli tiene la forma:

(1){\displaystyle \left[{\frac {1}{2m}}({\hat {\boldsymbol {\sigma }}}\cdot ({\hat {\mathbf {p} }}-e\mathbf {A} ))^{2}+eV\right]|\psi \rangle =i\hbar {\frac {\partial }{\partial t}}|\psi \rangle }

donde: 
- {\displaystyle m\,} es la masa de la partícula.
- {\displaystyle e\,}   es la carga eléctrica de la partícula.
- {\displaystyle {\hat {\boldsymbol {\sigma }}}}   es un "vector" cuyas tres componentes son precisamente las matrices de Pauli bidimensionales.
- {\displaystyle {\hat {\mathbf {p} }}\,}  es el operador vectorial asociado al momento lineal. Las componentes de este vector son {\displaystyle -i\hbar \partial _{x_{k}}}
- {\displaystyle \mathbf {A} \ \ }es el potencial vector del campo electromagnético.
- {\displaystyle V\,}  es el potencial eléctrico escalar.
- {\displaystyle |\psi \rangle =} es un espinor formado por dos funciones de onda componentes, que se puede representar como {\displaystyle {\begin{pmatrix}\psi _{0}\\\psi _{1}\end{pmatrix}}}.

### Forma alternativa
Si se usan la propiedades de las matrices de Pauli se demuestra fácilmente la siguiente igualdad:

{\displaystyle \left[{\hat {\boldsymbol {\sigma }}}\cdot \left({\hat {\mathbf {p} }}-{\frac {e}{c}}\mathbf {A} \right)\right]^{2}=\left({\hat {\mathbf {p} }}-{\frac {e}{c}}\mathbf {A} \right)^{2}+i{\hat {\boldsymbol {\sigma }}}\cdot \left({\hat {\mathbf {p} }}-{\frac {e}{c}}\mathbf {A} \right)\times \left({\hat {\mathbf {p} }}-{\frac {e}{c}}\mathbf {A} \right)}

Y como:

{\displaystyle \left({\hat {\mathbf {p} }}-{\frac {e}{c}}\mathbf {A} \right)\times \left({\hat {\mathbf {p} }}-{\frac {e}{c}}\mathbf {A} \right)=-{\frac {e}{c}}({\hat {\mathbf {p} }}\times \mathbf {A} +\mathbf {A} \times {\hat {\mathbf {p} }})=-{\frac {e}{c}}(-i\hbar {\boldsymbol {\nabla }}\times \mathbf {A} )={\frac {i\hbar e}{c}}\mathbf {B} }

La ecuación (1) puede reescribirse en la forma:

(2){\displaystyle {\frac {1}{2m}}({\hat {\mathbf {p} }}-e\mathbf {A} )^{2}|\psi \rangle +\left(eV-{\frac {\hbar e}{2mc}}\mathbf {B} \cdot {\hat {\boldsymbol {\sigma }}}\right)|\psi \rangle =i\hbar {\frac {\partial }{\partial t}}|\psi \rangle }

## Derivación histórica
La derivación histórica de la ecuación se hizo siguiendo principios formales no muy diferentes del principio de acoplamiento mínimo usado posteriormente en la teoría cuántica de campos.

## Densidad de probabilidad
La ecuación de Pauli para el espinor de Pauli formado por dos componentes, cada uno con un significado similar a la función de onda. De hecho, en ausencia de campo la ecuación de Pauli se reduce a una ecuación de Schrödinger "doble", es decir, cada una de las dos componentes del espinor satisface independiente la ecuación de Schrödinger.
La densidad de probabilidad conjunta viene dada por las reglas usuales de la mecánica cuántica:

{\displaystyle \rho (\mathbf {x} )=\langle \psi ^{\dagger }|\psi \rangle ={\begin{pmatrix}\psi _{0}^{*}&\psi _{1}^{*}\end{pmatrix}}{\begin{pmatrix}\psi _{0}\\\psi _{1}\end{pmatrix}}=\psi _{0}^{*}\psi _{0}+\psi _{1}^{*}\psi _{1}}

E igualmente puede probarse que el valor esperado para los operadores de espín viene dado:

{\displaystyle \langle {\hat {S}}_{z}\rangle ={\frac {\hbar }{2}}\int _{\mathbb {R} ^{3}}(\psi _{0}^{*}\psi _{1}+\psi _{1}^{*}\psi _{0})dV,\qquad \langle {\hat {S}}_{x}\rangle ={\frac {\hbar }{2}}\int _{\mathbb {R} ^{3}}(\psi _{0}^{*}\psi _{0}-\psi _{1}^{*}\psi _{1})dV}